# 赛义德·布里亚茨基
薩伊德·布里亚茨基（俄語：Саид Бурятский，1982年2月10日—2010年3月2日），是俄羅斯北高加索地區伊斯蘭主義者領導人，他曾是俄羅斯頭號通緝人物，被認為是車臣和俄羅斯南部伊斯蘭叛亂分子的理論家。他在該地區被稱為俄羅斯的本·拉登(也被稱為「聖戰國際主義者」和「伊斯蘭切·格瓦拉」)。
賽德·布里亞特斯基出生時的名字是亞歷山大·亞歷山德羅維奇·季霍米羅夫（俄語：Алекса́ндр Алекса́ндрович Тихоми́ров），生於布里亞特共和國首都烏蘭烏德，他的父親是一個布里亞特人佛教徒，他的母親是一個俄羅斯基督徒（繼父是車臣人）。據報導他在十五歲改宗伊斯蘭教，他曾在奧倫堡一個穆斯林神學研究院讀書，之後2002-2005年到埃及開羅和科威特留學。
在2007年底-2008年初，布里亞特斯基搬到北高加索地區，在那裡他成為了高加索酋長國一個重要理論家。他批評蘇菲派穆斯林和指揮官烏馬羅夫，他曾暗杀印古什共和國總统，策劃並執行15起嚴重恐怖活動。
2010年3月2日，他被打死在印古什共和國Ekazhevo村。